# 品官
品官（ほんかん）とは、日本の律令制において各官司の四等官の体系に属しない官職の総称を指す。
中国の律令制にも「品官」と呼ばれる官職群は存在するが、この場合従九品以上の官品に属する全ての官職（日本で言う職事官）を指すものであり、日本の品官の名称そのものは中国のそれに由来しているものの、意味合いが全く違うものである（ただし、日本においても職事官の意味での「品官」という語も用いられていたという説がある）。
日本の品官は組織上はどこかの官司に属しているものの、四等官とは別に専門性の高い職掌を有した別局を構成し、かつ官位令において官位相当が定められているものである。代表的な品官としては中務省に属する侍従や内記・監物、刑部省に属する判事などが挙げられる。
中国の律令制にも別局は存在するものの、官司を統括する「長官」と通判を行う「次官」の指揮下に別局を統括する「判官」が置かれているという三判制の原則があり、また検勾制による監督を受けていたが、日本の四等官と品官の間にはそのような関係は存在しなかった。これは日本の律令制が省・職・司・寮それぞれに一定の独立性を持たせたこと、加えて律令制以前に存在していた独立していた官司（監物・判事など）を従来の独立性を維持させたまま、強引に特定の省の管轄に加えたために生じたとされ、特に朝廷内部の事務一般を管轄した中務省には多くの品官が集中することになった。